# Tambor

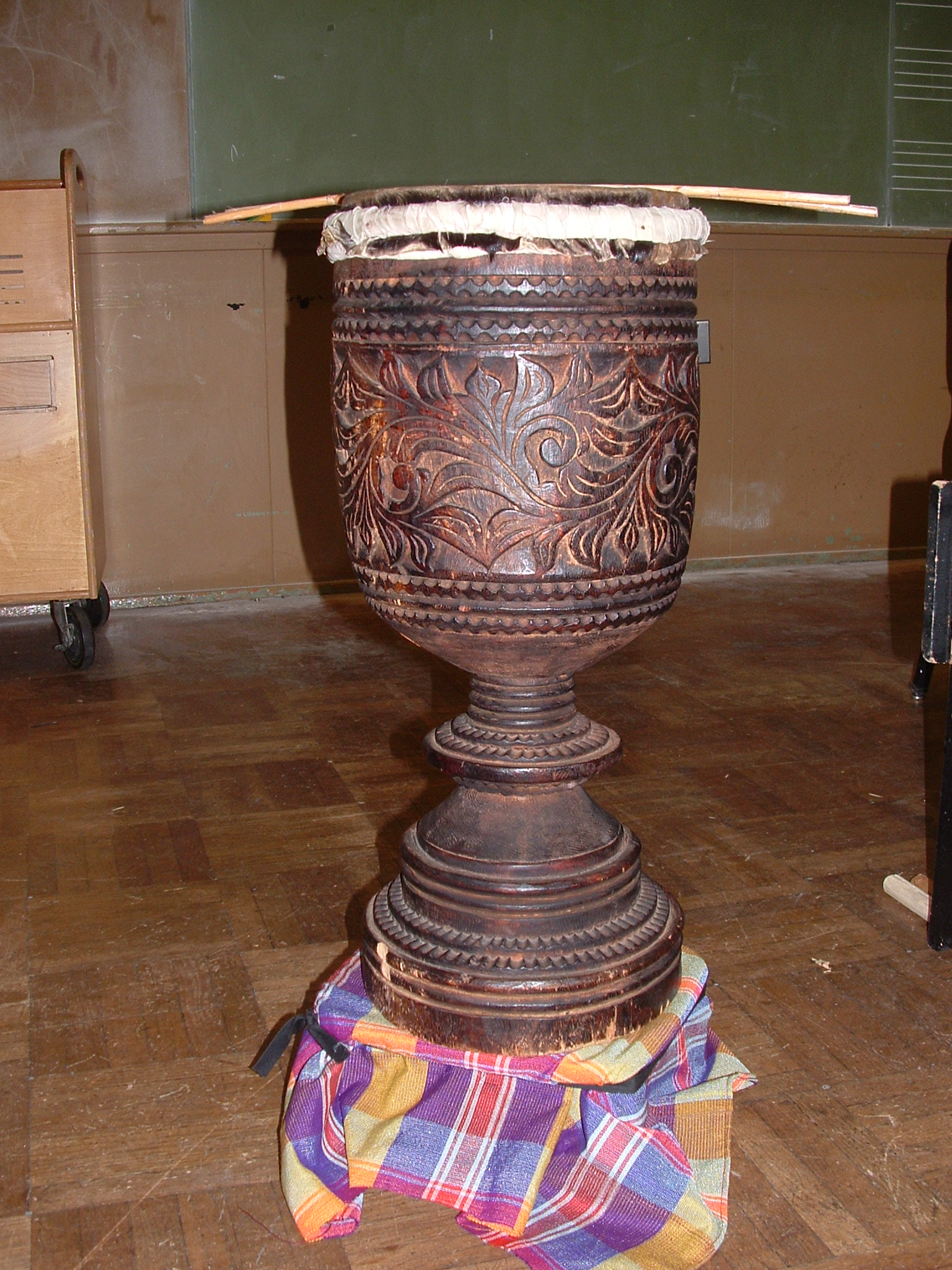
Dabacã filipino

O tambor é o nome genérico atribuído a vários instrumentos musicais do tipo membranofone, consistindo de uma membrana esticada percutida.
Essa membrana pode estar montada em vários suportes:
- sobre uma armação, sem caixa de ressonância — pandeiro, adufe, etc.;
- sobre um tubo chamado fuste que pode ser de vários formatos (cilíndrico, cônico entre outros) e constitui a caixa de ressonância — atabaque, bongô;
- sobre um recipiente fechado (por exemplo, semi-esférico) que constitui a caixa de ressonância — tímpanos.

Também há os que têm peles nas duas extremidades, como por exemplo a caixa, e os que têm pele apenas numa extremidade, como por exemplo as congas. A membrana é golpeada (percutida) com a mão ou uma baqueta. O corpo do tambor, quando existe, além de dar suporte mecânico às membranas, também atua como caixa de ressonância para amplificar o som resultante da batida. Um percussionista é o músico que toca os tambores.
Na música popular, no rock, no jazz e no axé , a maior parte dos tambores utilizados estão no conjunto de instrumentos conhecido como tambor.

## História
Os tambores são utilizados desde as mais remotas eras da humanidade. Acredita-se que os primeiros tambores fossem troncos ocos de árvores tocados com os pés ou galhos. Posteriormente, quando o homem aprendeu a caçar e as peles de animais passaram a ser utilizadas na fabricação de roupas e outros objetos, percebeu-se que ao esticar um pé sobre o tronco, o som produzido era mais agudo. Pela simplicidade de construção e execução, tipos diferentes de tambores existem principalmente no Brasil. A variedade de formatos, tamanhos e elementos decorativos depende dos materiais encontrados em cada região e dizem muito sobre a cultura que os produziu.
Os tambores exerciam nas civilizações primitivas diversos papéis. Além da produção de música para rituais e festas, os tambores, devido à sua grande potência sonora, também foram usados como meios de comunicação. Os instrumentos mais antigos, que foram encontrados em escavações arqueológicas, são da região da antiga Mesopotâmia (atual Iraque e Kuwait) pequenos tambores datados de 3000 anos a.C. e da região do Egíto, datado de 4000 a.C..
Atualmente, além das peles de animais que continuam sendo usadas nos tambores tradicionais, utilizam-se também peles sintéticas ou membranas plásticas, que têm a vantagem de serem menos sujeitas às variações de temperatura e precisam de menos tensão para produzir sons com bastante qualidade.
Os tambores exercem também um papel mais utilitário na marcação rítmica de marchas ou na comunicação de comandos militares.

## Tipos de tambores

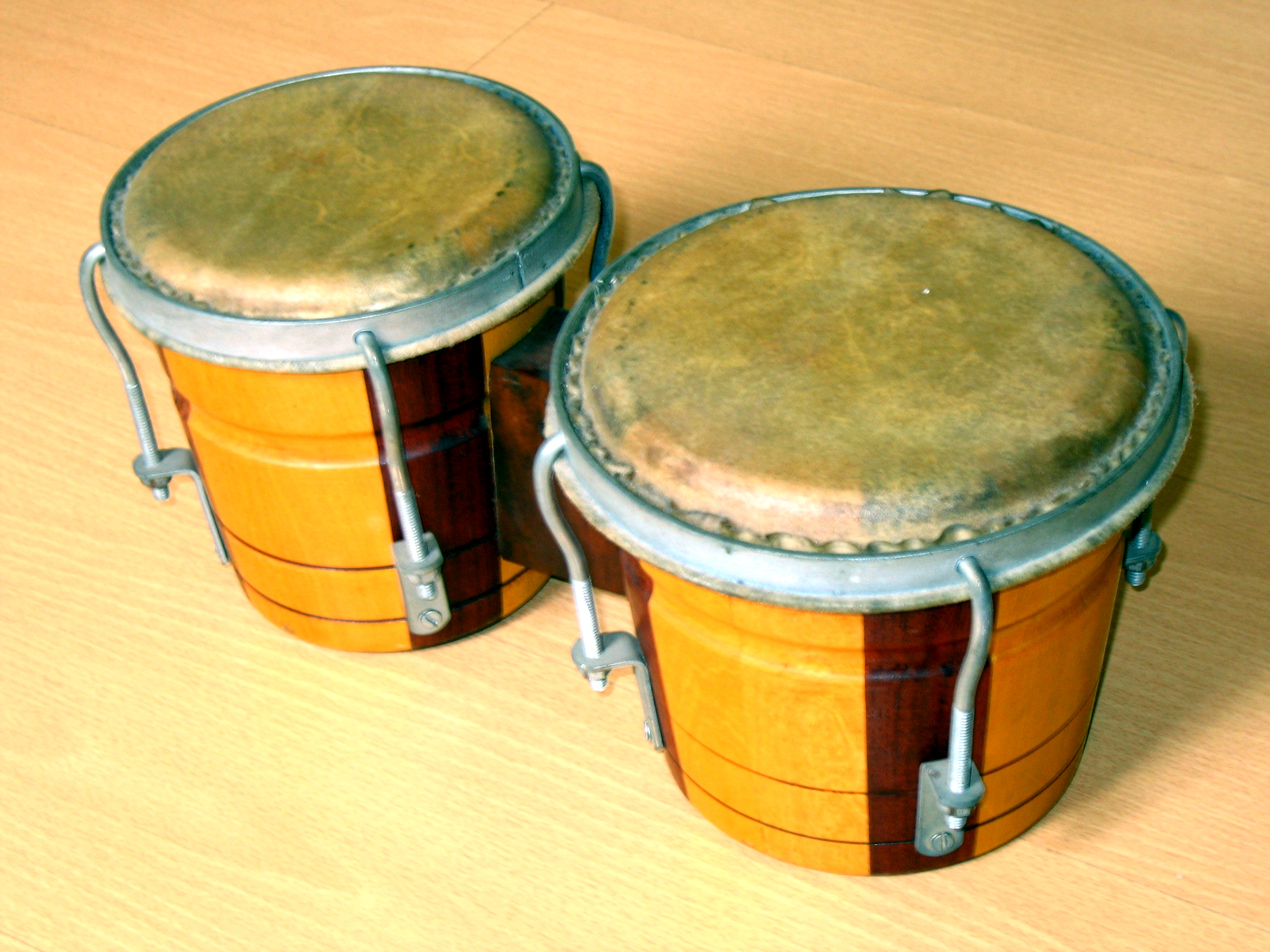
Um par de bongôs

Todos os tambores são membranofones, mas existem muitas características que podem variar:

### Formatos e materiais
O formato do corpo dos tambores varia devido à sua forma de construção. Tambores feitos de troncos de árvores escavados ou ripas de madeira fixadas por anéis como um barril têm formato cônico, como os atabaques ou bojudos, como as congas.

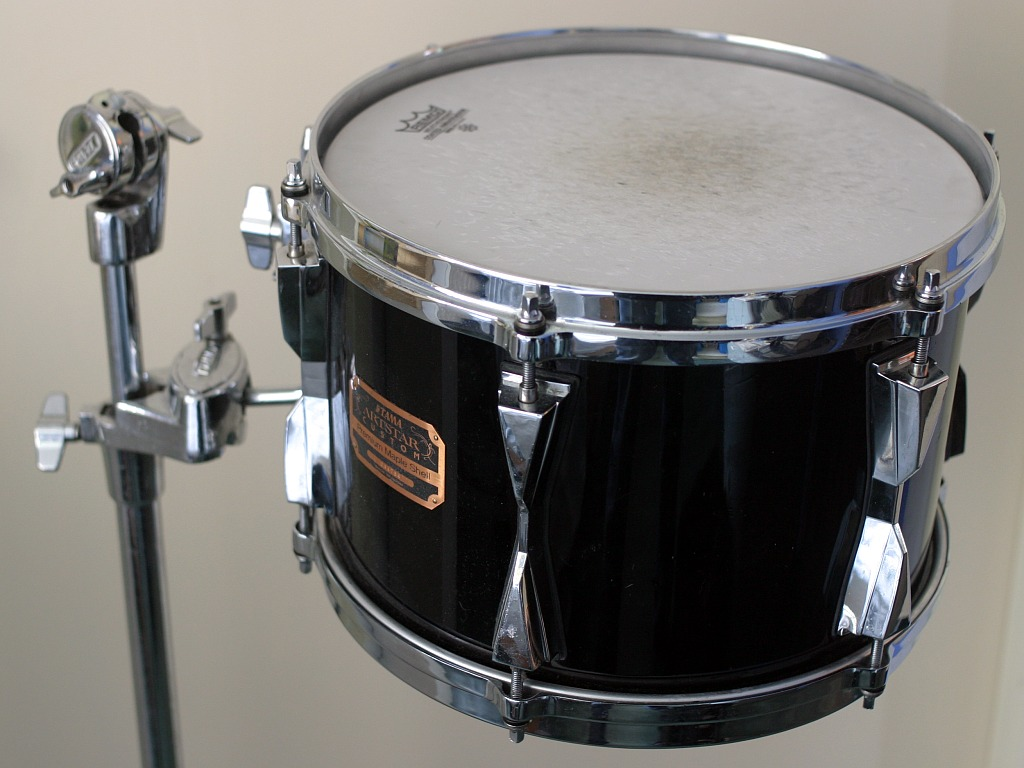
O timbalão é um exemplo de tambor

Tambores com corpo metálico normalmente possuem o corpo totalmente cilíndrico, como os timbales, caixas e tom-tons. Os tímpanos, por sua vez, possuem corpo esférico.
Existem ainda muitos outros formatos possíveis. Alguns, como o djembê possuem corpo em formato de cálice (mais largos em uma das extremidades). Outros, como o tambor falante possuem corpo em forma de ampulheta (mais largos nas extremidades).

### Definição do som

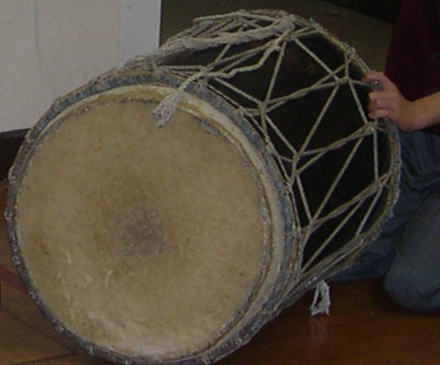
Dundum, instrumento de percussão de duas partes e que pode ter uma sineta. Muitas vezes, é o instrumento central de uma orquestra djembê, encarregado dos golpes mais graves

A maior parte dos tambores produz sons sem altura definida, mas alguns são afináveis e permitem produzir notas definidas. Os tímpanos permitem a afinação precisa e a variação da nota produzida através de pedais que alteram a tensão da pele. Os ton-tons e timbales permitem uma afinação um pouco menos precisa e cada tambor só produz uma nota. Isso significa que para obter a mesma quantidade de notas que dois ou três tímpanos produzem, seria necessária uma quantidade muito maior de ton-tons. Alguns outros instrumentos permitem que o percussionista controle a altura da nota produzida alterando com as mãos a tensão da pele, tal como ocorre nas tablas e nos tambores falantes (embora nestes casos as notas não sejam precisamente afinadas).

### Peles

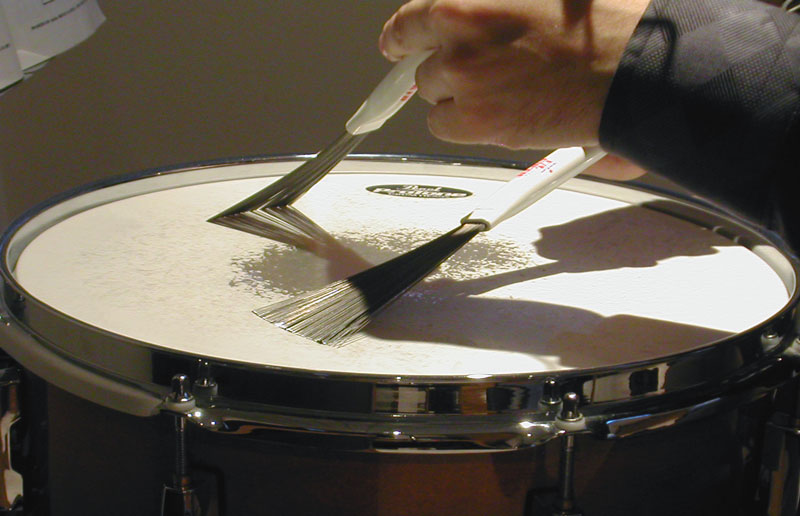
Toque com escova de arame

Os tambores podem ter pele em apenas uma ou em ambas as extremidades. Os que possuem duas peles, podem ser executados pela percussão simultânea de ambas as peles, como em uma zabumba. A segunda pele pode ter apenas papel estético ou contribuir para o timbre do instrumento, como ocorre com a caixa, que possui esteiras na segunda pele.

## Execução
Os tambores podem ser percutidos com baquetas, escovas de arame ou diretamente com as mãos, que exercem ainda o papel de abafadores para alterar o timbre, a altura ou a intensidade do som produzido.
Tambores de grande porte como o japonês Taiko, normalmente necessitam de grandes baquetas, enquanto que as baquetas de tambores menores, como um tamborim não passam de pequenas varetas.
Os tambores são utilizados em todos os tipos de música, como instrumentos rítmicos, contribuindo para a marcação do tempo da música. Cada cultura e gênero musical, no entanto, utiliza um conjunto diferente de tambores, que servem para definir sua personalidade rítmica. Para mais detalhes sobre a utilização de cada tipo de tambor, consulte os verbetes correspondentes a cada um na lista abaixo.

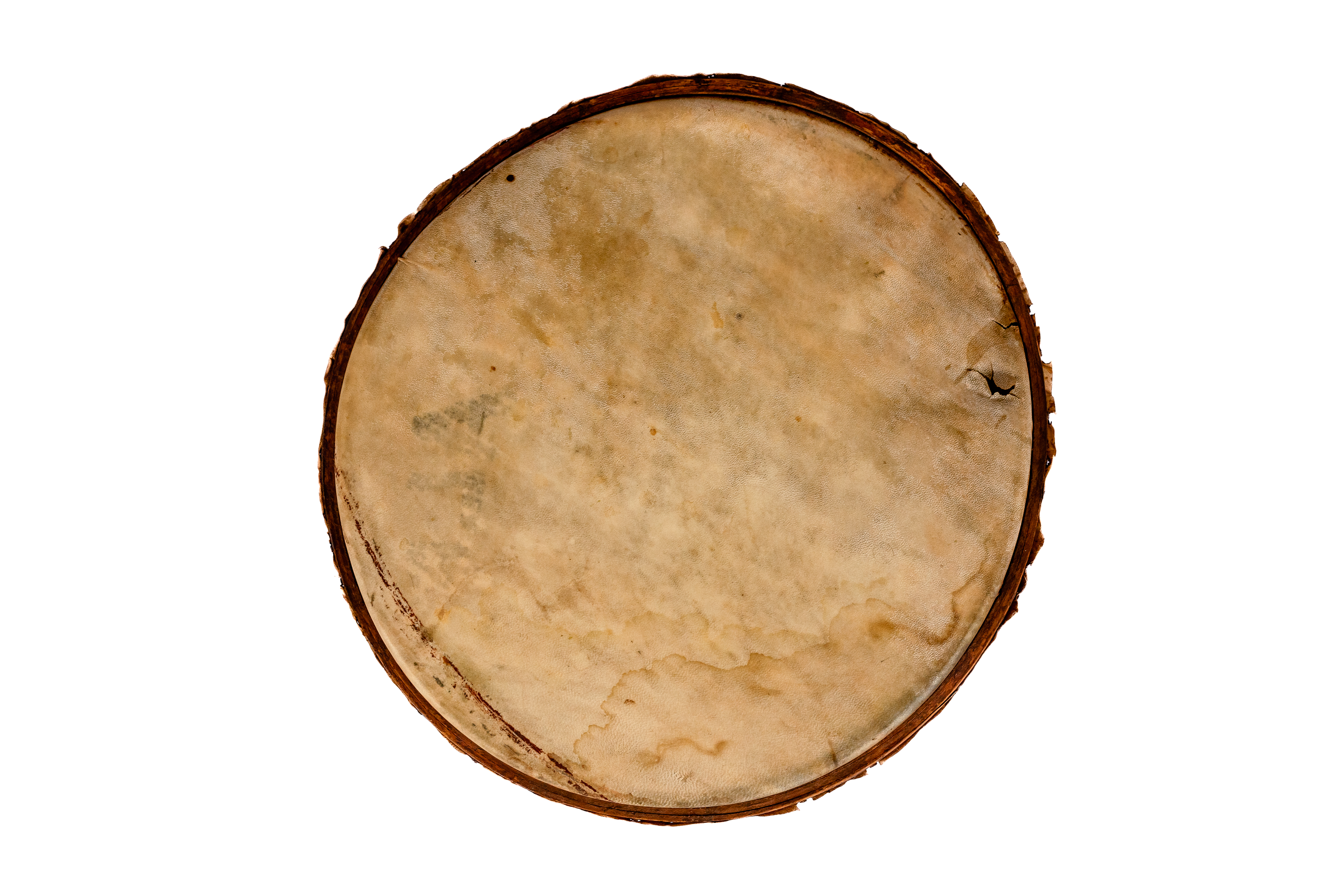
Tambor antigo grande

## Religião
Também é muito importante a utilização dos tambores em rituais religiosos nas Religiões tradicionais africanas, inclusive na diáspora nas religiões afro-brasileiras, tais como o Candomblé, Umbanda, Batuque, Xambá e tambor de Mina, onde são chamados de atabaque, ilu, ingoma, inhã dependendo da nação.  Não só são utilizados para acompanhamento dos cânticos e danças, mas assumem também um papel sagrado de ligação com as divindades.
A música Arará é caracterizada por particulares estilos percussivos, incluindo drum, palmas e etc...
No Caribe, os Arará cujos instrumentos incluem o ogã (um sino de ferro que no Brasil é chamado de Gã ou agogô), que pode ser substituído por um guatacá (lâmina de enxada), cachimbó (tambor menor, volume do som elevado), mula (tambor médio), e cajá (tambor maior, volume do som baixo). Os tambores são cabeça-única  e fechados no fundo, sintonizado com pinos. Outros nomes para estes 'tambores são também usados em algumas partes de República Dominicana, como hungã para o cajá. O líder é tocado com um vareta e uma mão, enquanto os outros são tocados com pares de varetas por tocadores sentados.

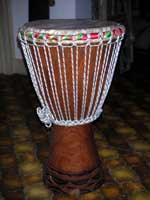
Djembê.
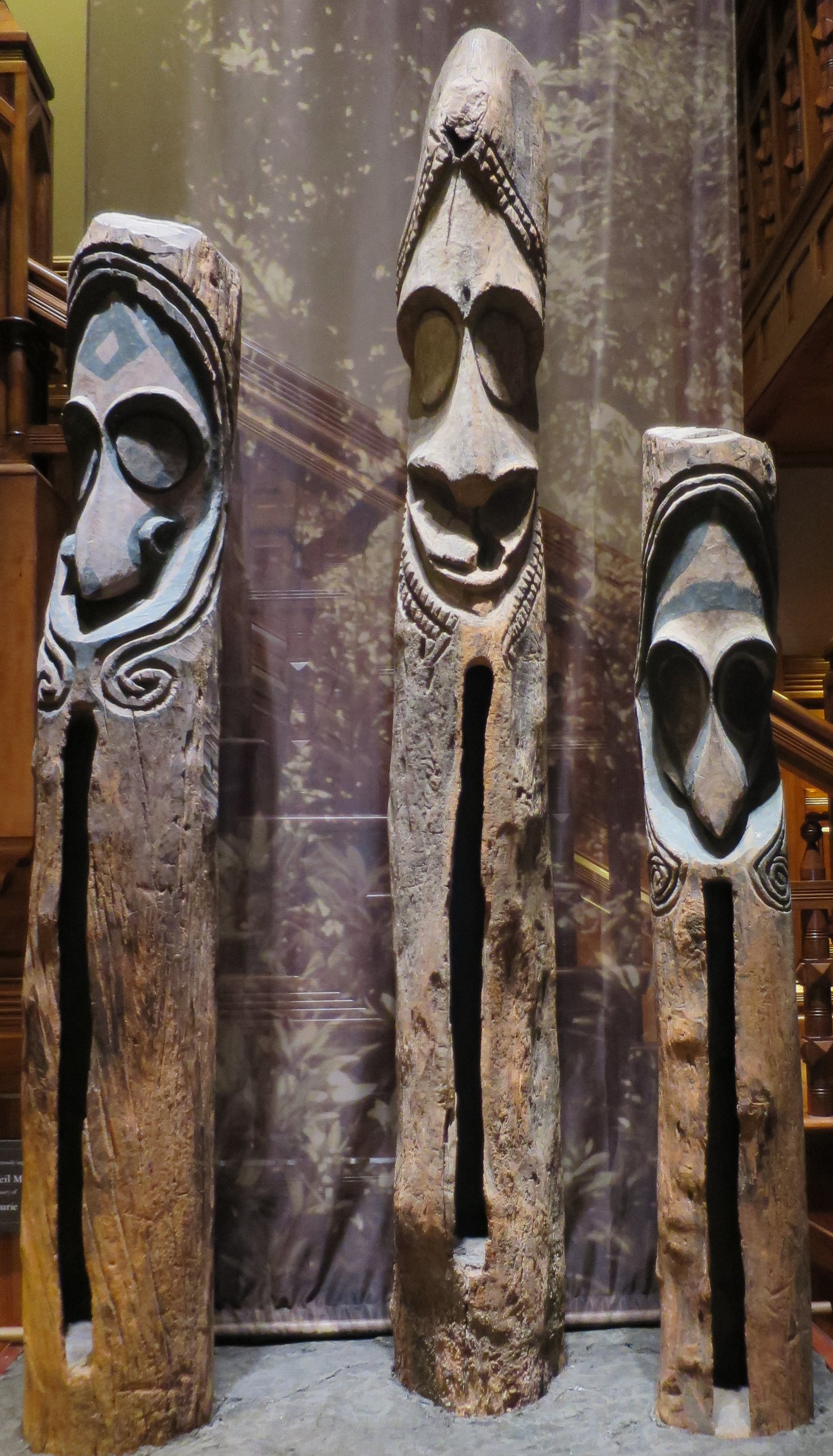
Tambor de fenda de madeira de Vanuatu, Bernice P. Bishop Museum.
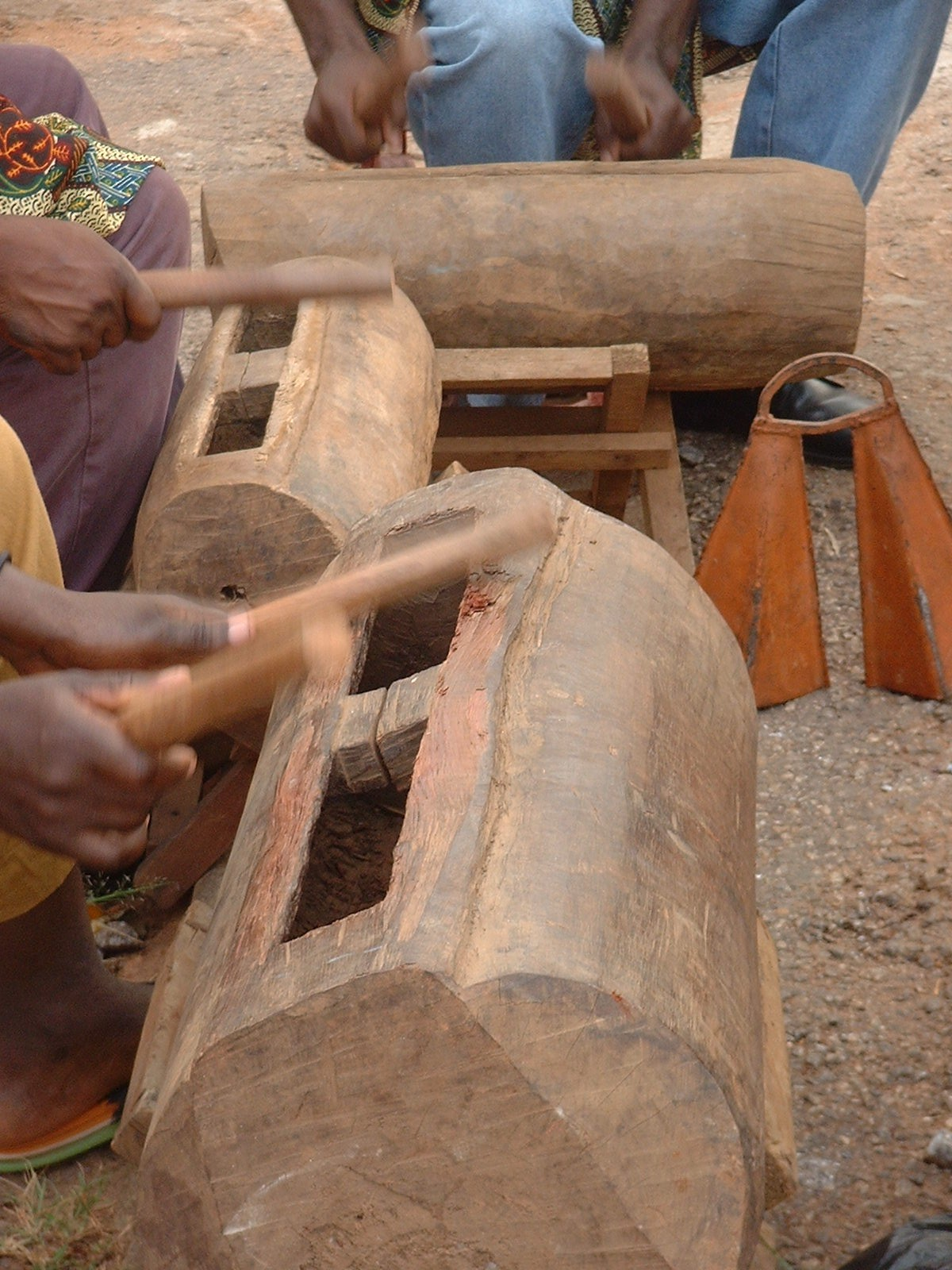
Bamilequê Tã Tã nome usado na África, em português Tambor de toras ou troncos.
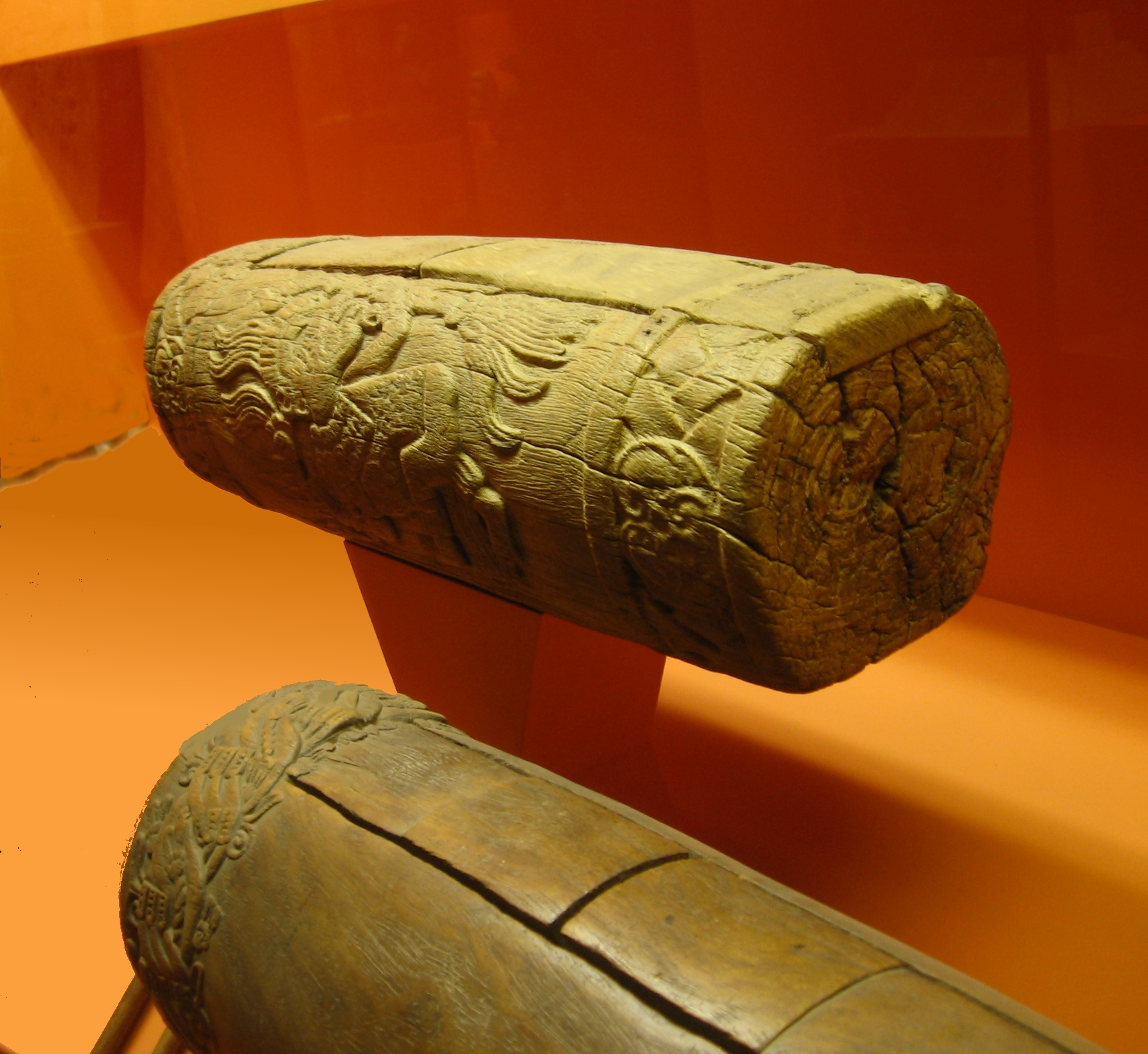
Dois tambores de fenda astecas, chamados teponastlis. As  características fendas em “H”  podem ser vistas no topo do cilindro em primeiro plano.
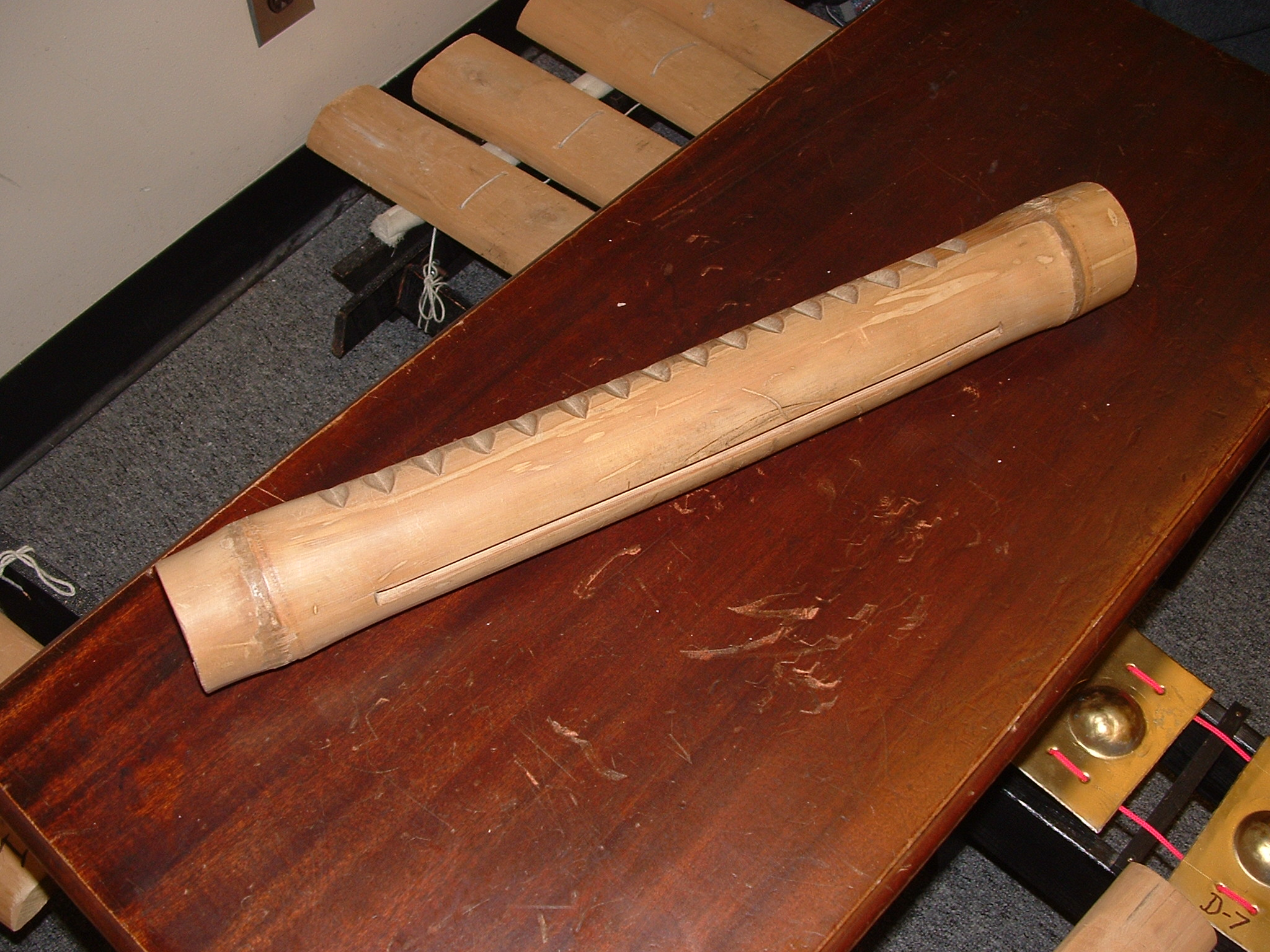
Um exemplo de tambor de fenda das Filipinas conhecido como cagul pelo povo Maguindanao
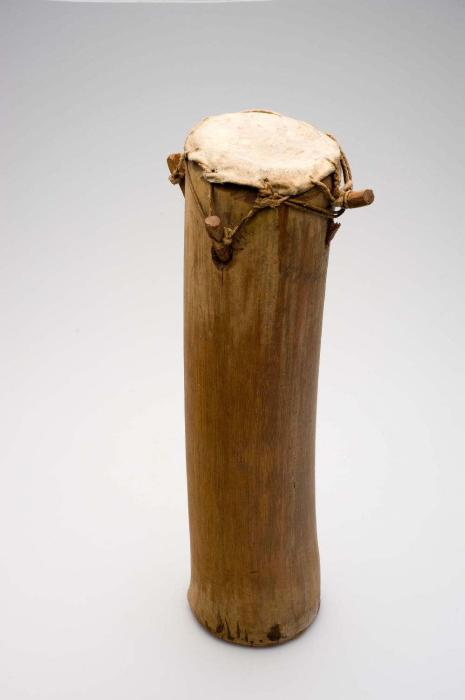
Instrumento de percussão. Tambor em forma de cone feito de madeira do Suriname Tropenmuseum Royal Tropical Institute